# Huis onder water

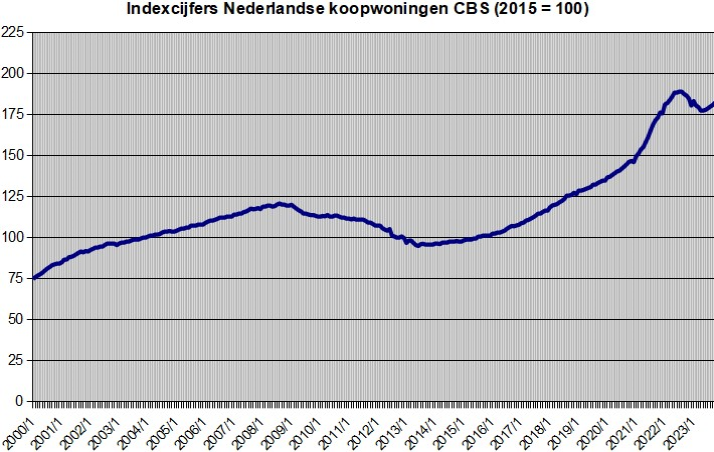
Nederlandse huizenprijzen CBS

Een huis onder water is de term waarbij een huis, waarvan de hypotheekschuld groter is dan de te verwachten verkoopprijs, waardoor de eigenaar na verkoop met een restschuld zit. In een dergelijk geval zal er na de verkoop van het huis voor de Nederlandse Inkomstenbelasting een negatieve eigenwoningreserve ontstaan. 
Door de flink dalende huizenprijzen sinds het begin van de kredietcrisis in 2008 betreft het vooral de mensen die meer voor de woning hebben betaald dan de huidige marktwaardes. Ook was het lange tijd gebruikelijk meer geld te kunnen lenen dan de woning waard is. De zogenoemde loan-to-value was in Nederland lange tijd ca. 125% waar het in omringende landen ca. 83% was. In 2015 is de maximale loan-to-value 103% bij een hypotheek onder de NHG-norm. Vanaf 1 januari 2016 zal dit verlaagd worden naar 102%, de komende jaren zal dit nog verder afgebouwd worden.

## Nederland
- Eind 2012 stonden er 800.000 huizen onder water.[2]
- Begin 2013 waren er 1,4 miljoen huishoudens met een huis onder water, ofwel 34 procent van totaal, 4,3 miljoen koopwoningen.[3]
- Begin 2014 steeg het aantal huizen onder water tot 1,5 miljoen.[4]
- Begin 2015 daalde het aantal huizen onder water voor het eerst sinds lange tijd met 84 duizend tot bijna 1,4 miljoen.[5]